# Software Freedom Law Center
A Software Freedom Law Center (SFLC)  é uma organização de profissionais voluntários criada em 2005, com Eben Moglen como presidente, tendo financiamento inicial dado pelo Open Source Development Labs. A SFLC fornece auxílio e representação legal sobre aspectos jurídicos aos desenvolvedores de projetos de software livre sem fins lucrativos.
A SFLC oferece uma variedade de serviços, incluindo:
- Consultoria em licenciamento: Aconselhando desenvolvedores sobre questões de licenciamento para garantir conformidade e proteção de seus projetos.
- Defesa de licenças: Apoiando na defesa contra violações de licenças de software livre.
- Consultoria em marcas registradas: Orientando sobre o uso adequado de marcas para evitar infrações e proteger a identidade de projetos de software.
- Defesa de patentes: Auxiliando na defesa contra reivindicações de patentes que possam ameaçar o desenvolvimento de software livre.
- Assistência organizacional para entidades sem fins lucrativos: Ajudando na formação e gestão de organizações que apoiam o software livre.

Além disso, a SFLC produz materiais educativos e de advocacia relacionados a questões legais no âmbito do software livre e de código aberto. 
A organização também realiza conferências anuais gratuitas que exploram questões legais atuais relacionadas ao software livre e de código aberto. 
Software Freedom Conservancy
A SFLC mantém uma presença ativa na comunidade de software livre, colaborando com diversas organizações e desenvolvedores para promover a liberdade no desenvolvimento e uso de software. 

X